# Avenue Prosper-Mérimée (Marseille)
Pour les articles homonymes, voir Avenue Prosper-Mérimée.
L’avenue Prosper-Mérimée est une voie marseillaise située dans le 14e arrondissement de Marseille. 

## Situation et accès
Elle va de l’avenue Claude-Monet à l’avenue Alexandre-Ansaldi. 
Cette avenue en pente essentiellement résidentielle longe le centre commercial du Merlan par le sud et passe au-dessus de la rocade L2.
C'est accessible en prenant les lignes de bus 27, 32, 33, 34 (533 et N2 la nuit) en s'arrêtant à CC le Merlan. Avant, il y avait un arrêt qui s'appelait Prosper Mérimée St Paul, en rapport avec l'ancien écrivain Prosper Mérimée.

## Origine du nom
Le boulevard est nommé en hommage à Prosper Mérimée (1803-1870), écrivain et archéologue français.

## Historique
Elle est originellement nommée chemin de la Palud avant de prendre son nom actuel par délibération du Conseil municipal du 26 janvier 1876.

## Bâtiments remarquables et lieux de mémoire
Le centre urbain du Merlan, l'entrée nord et l'entrée sud du parc Font-Obscure s'y trouvent.